# Wybory parlamentarne w Bhutanie w 2008 roku
Wybory parlamentarne w Bhutanie w 2008 roku odbyły się 24 marca. Kandydaci ubiegali się o 47 mandatów w izbie niższej bhutańskiego parlamentu - Zgromadzeniu Narodowym. Były to pierwsze tego rodzaju wybory w Bhutanie i stanowiły kolejny etap w przekształcaniu ustroju z monarchii absolutnej do monarchii konstytucyjnej. Wcześniej prawie jedna trzecia składu (150 przedstawicieli) jednoizbowego Zgromadzenia (Tshogdu) pochodziła z nominacji: króla (10), buddyjskich duchownych (10) oraz rządu (24).

## Kampania wyborcza
W rywalizacji wyborczej uczestniczyły jedynie dwa ugrupowania Ludowo-Demokratyczna Partia Bhutanu (PDP) i Partia Harmonii Bhutanu. Na ich czele stoją byli premierzy kraju. Kandydaci zapowiadali przede wszystkim walkę z biedą i poprawę infrastruktury. Łącznie do walki wyborczej stanęło 94 kandydatów, z czego 10 to kobiety.

## Przebieg głosowania i wyniki wyborów
Uprawnionych do głosowania było ponad 318 tysięcy osób, dla których przygotowano 865 komisji wyborczych. Do czuwania nad prawidłowym przebiegiem wyborów wydelegowano 42 międzynarodowych obserwatorów. Wybory odbyły się według ordynacji większościowej w 47 jednomandatowych okręgach w systemie jednoturowym. Dopuszczalną była możliwość głosowania pocztowego.
| Partie                              | Liczba głosów | %      | Liczba mandatów |
| ----------------------------------- | ------------- | ------ | --------------- |
| Partia Harmonii Bhutanu             | 169 490       | 67,04  | 45              |
| Ludowo-Demokratyczna Partia Bhutanu | 83 322        | 32,96  | 2               |
| Łącznie (frekwencja: 79.4%)         | 252 812       | 100,00 | 47              |
| Uprawnionych do głosowania          | 318 465       |        |                 |
| Źródło: www.election-bhutan.org.bt  |               |        |                 |